# Deklaracja z Barmen
Deklaracja z Barmen (niem. Barmer Erklärung) – dokument napisany w 1934, wyrażający sprzeciw części niemieckich protestantów wobec Adolfa Hitlera i polityki III Rzeszy.

## Historia

### Podporządkowanie Kościołów
Po dojściu do władzy Hitler w przemówieniu wygłoszonym w kościele ewangelickim w Poczdamie w 1933 obiecywał poszanowanie niezależności Kościołów. Okazało się to nieprawdą. Od początku zamiarem Hitlera było włączenie wszystkich wyznań do współpracy z nazizmem.
20 lipca 1933 watykański sekretarz stanu Eugenio Pacelli (przyszły papież Pius XII) podpisał z III Rzeszą konkordat, który m.in. dawał Hitlerowi gwarancję, że niemieccy katolicy nie będą tworzyli żadnych opozycyjnych partii politycznych (oznaczało to likwidację silnej katolickiej Partii Centrum).
Trudniej (ze względu na brak struktury ogólnopaństwowej) było podporządkować protestantów, którzy stanowili większość ludności Niemiec. Działania Hitlera doprowadziły do powstania tzw. Niemieckich Chrześcijan (Deutsche Christen) – wywodzących się głównie z luteranizmu i głoszących pochwałę rasizmu i antysemityzmu, do tego stopnia, że odrzucali Stary Testament jako „żydowską książkę”, a Jezusa uznali za pierwowzór „aryjskiego nadczłowieka”. Opierali się również na antyżydowskich opiniach Lutra. Hitler mianował „biskupa Rzeszy” (Reichsbischof), który miał reprezentować 3 główne Kościoły protestanckie w Niemczech.

### Opór
Te działania były sprzeczne z historią i tradycjami ewangelików. Już od 1932 pojawiły się pierwsze protesty pastorów (Hans Asmussen) przeciwko propagandzie nienawiści i zemsty, prześladowaniu Żydów i ograniczaniu wolności wyznania.
Jako sprzeciw wobec Niemieckich Chrześcijan powstał Ruch Młodoreformacyjny (Jungreformatorische Bewegung), któremu przewodzili znani teolodzy ewangeliccy: bp Hans Lilje, bp Wilhelm Stählin, ks. Martin Niemöller i ks. Dietrich Bonhoeffer. Protestowali oni przeciw urzędowemu wykluczaniu z Kościołów protestanckich wszystkich osób pochodzenia żydowskiego, wtrącaniu do więzień i obozów koncentracyjnych pastorów i podporządkowaniu religii polityce państwa.
Z tym ruchem współpracował teolog kalwiński Karl Barth, który przede wszystkim wspólnie z ks. Bonhoefferem napisał i 30 maja 1934 opublikował tekst Deklaracji z Barmen (nazwany tak od miejscowości, w której go napisano). Odrzuca on podporządkowanie Kościoła państwu, neguje łączenie chrześcijaństwa z innymi doktrynami i polityką, odmawia zaakceptowania Hitlera jako przywódcy, przeciwstawiając mu przywództwo Jezusa. Ten dokument stał się jednocześnie podstawą doktrynalną antyhitlerowskiego ewangelickiego Kościoła Wyznającego (Bekennende Kirche) pod kierownictwem ks. Niemöllera.

## Znaczenie Deklaracji
W praktyce totalitarny reżim Hitlera szybko zlikwidował wszelką otwartą opozycję wśród protestantów i nie odegrała ona od 1936 żadnej znaczącej roli. Deklaracja miała jednak przede wszystkim znaczenie moralne, uświadamiając wielu Niemcom, że propaganda nazistowska jest błędna i sprzeczna z ich religią. Jest też dowodem, że duża grupa Niemców sprzeciwiała się hitleryzmowi.